# Keyboard Cat

Această pagină este despre o pisică. Pentru a nu fi confundată cu o altă pisică, accesați Nora (pisică) - o pisică ce cântă la pian
Keyboard Cat este o Meme internet. Aceasta a fost inspirată dintr-un film din 1984 cu o pisică numită "Fatso", purtând o cămașă albastră și "cântând" cu un ritm optimist la un sintetizator. Videoclipul a fost postat de YouTube sub titlul "Cool Cats Charlie Schmidt", în iunie 2007. Schmidt a schimbat mai târziu titlul cu "Cat Keyboard Charlie Schmidt (ORIGINAL)".

Mai târziu, Brad O'Farrell a obținut permisiunea lui Schmidt de a reutiliza imaginile, pe care dorea să le adauge la sfârșitul unui blooper video pentru greșelile din afara scenei. Anexarea videoclipurilor ale lui Schmidt au devenit populare, de obicei, însoțite de titlul Play Him Off, Keyboard Cat. "Keyboard Cat" a fost clasat pe locul #2 în lista locurilor de pe Current TV listă ce cuprinde primele din cele 50 cele mai virale clipuri de pe YouTube.
Keyboard cat
Decedata:2018
Au existat 2 pisici keyboard prima a fost cea din videoclip este Fatso,Fatso s-a nascut in 1983 si a decedat in 1987 propietarul a decis sa cumpere o alta pisica Bento care semana identic cu Fatso Bento a murit in 2018

## Videoclip

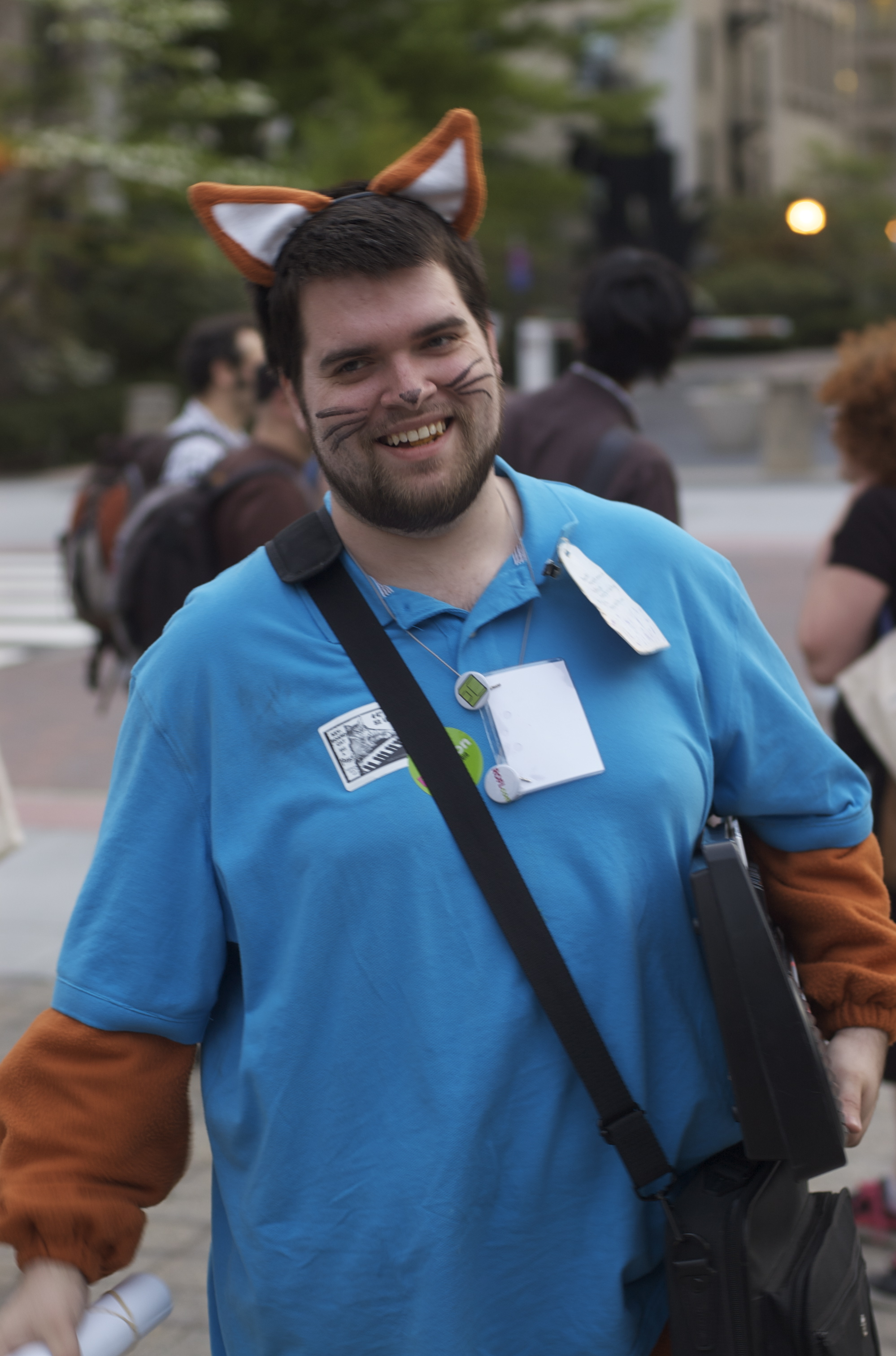
Brad O'Farrell la ROFLcon II.

Filmul cu "Keyboard Cat" intitulat "Play Him Off, Keyboard Cat" a fost creat de Brad O'Farrell, care a permis atât securizarea lui Schmidt a utiliza imagini cu pisica, și Brad i-a cerut lui Schmidt permisiunea oricui de a utiliza imaginile cu sau fără permisiune.

Există acum peste patru mii de astfel de clipuri video cu Keyboard Cat, plus un site web creat pentru a le colecta.

## Utilizări
Keyboard Cat a fost mai mult popularizată de către Stephen Colbert pe 18 mai 2009.
În jocul de pe Nintendo DS Scribblenauts, jucătorul poate convoca numeroase obiecte pentru a ajuta la rezolvarea puzzle-urilor, Keyboard Cat apare ca una din mai cele mai multe meme de pe Internet, care pot fi utilizate în joc.Momentul de popularitate al memei Keyboard Cat a fost la data dd 2009 la Electronic Entertainment Expo. De paște, în anunțul Activision Blizzard pentru World of Warcraft: Cataclysm se dezvăluie o versiune cu un antagonist al joculuiv Deathwing, cântând la un sintetizator cu textul "Cataclysm Tastatura: Playing 'em Off, Deathwing". lucru asemănător ca la Keyboard Cat.Kato Kaelin, a folosit imaginile cu "Keyboard Cat" pentru filmul intitulat "Kato Keyboard".Xbox Live Arcade ~ Earthworm Jim include un conținut suplimentar, inclusiv un  personaj inspirat de Keyboard Cat.
Un spot publicitar de televiziune intitulat Wonderful Pistachios caracteristic lui Fistic Bento, include mema lui Schmidt cu acordul acestuia.În Mad TV în episodul "Avaturd / CSiCarly", imaginile cuKeyboard Cat sunt folosite într-o parodie de James Cameron.

## Alte meme
Keyboard Cat a fost integrată și în alte meme.Furnizorul online de îmbrăcăminte Threadless vinde o serie de haine cu numele "Three Keyboard Cat Moon".Designul cămășii a fost unul dintre cele mai populare designuri pe care compania respectivă le-a avut, și au fost foarte mari dificultăți în conceperea cămășii.Cămașa a apărut într-o reclamă care anunța eliberarea pe piață a consolei de jocuri PlayStation 3 Slim.G4TV a dat, printr-un spot artistic "Great American Keyboard Cat Competition", oportunitatea telespecatorilor acelei emisiuni de a crea propria Keyboard Cat artistică. Au fost prezentate peste 100 de modele.AL East Champion - Tampa Bay Rays a folosit o variatie cunoscută sub numele de "Rays Keyboard Kitty" (au avut, de asemenea, o variație numită "DJ Kitty"). Pe 1 aprilie (Ziua păcălelilor) din 2011, YouTube a lansat un video intitulat "Top 5 Imagini virale cu pisici din 1911", inclusiv o parodie intitulată "Feline Flugelhorn".
Într-un exemplu notabil, videoclipul Keyboard Cat a fost adăugat la sfârșitul unui segment televizat dintr-o emisiune Vieti disperate, din 1980 film realizat cu Helen Hunt arată efectele consumului de droguri.Segmentul videoclipului a fost numit în glumă de către unii "Cea mai tare melodie compusă vreodată".Mai târziu au apărut și versiuni remixate ale videoclipului (cea mai mare având 10 ore).

## Proces
Pe 21 iunie 2011, Schmidt a intentat un proces în Curtea Federală din Seattle împotriva unei serii de tricouri Keyboard Cat, fără acord, din cauza încălcării drepturilor de autor.Seria și-a
susținut cauza prin care să ateste că afirmația încălării drepturilor la producerea unor haine, care i-au adus un omagiu lui Fatso. 
În mai 2013, Schmidt și Christopher Torres, creatorul lui Nyan Cat, au dat în judecată Cell 5th și Warner Bros pentru încălcarea drepturilor de autor și încălcarea drepturilor de autor în legătură cu apariția acestor personaje fără permisiunea în Scribblenauts serie de jocuri video. Torres și Schmidt au atât drepturi de autor înregistrate pentru personajele lor și au dat curs cererilor de marcă pe nume.Managerul memelor Ben Lashes le gestionează pe Grumpy Cat și non-pisica Scumbag Steve și Ridiculously Photogenic Guy.Procesul a fost stabilit în septembrie 2013 cu Torres și Schmidt și au fost plătiți pentru utilizarea personajelor.